# Margaret Moorhead
Margaret Moorhead (* um 1935, verheiratete Margaret Bush) ist eine neuseeländische Badmintonspielerin.

## Karriere
Margaret Moorhead wurde 1961 erstmals nationale Meisterin in Neuseeland, wobei sie im Damendoppel mit Gilda K. Tompkins erfolgreich war. Ein weiterer Titelgewinn folgte 1962 im Mixed mit Richard Purser. Bei den All England 1963 erreichte sie die zweite Runde des Dameneinzels.

## Sportliche Erfolge
| Saison | Veranstaltung                 | Disziplin   | Platz | Name                               |
| ------ | ----------------------------- | ----------- | ----- | ---------------------------------- |
| 1961   | Neuseeländische Meisterschaft | Damendoppel | 1     | Gilda Tompkins / Margaret Moorhead |
| 1962   | Neuseeländische Meisterschaft | Mixed       | 1     | Richard Purser / Margaret Moorhead |